# Grabec
Grabec je priimek v Sloveniji, ki ga je po podatkih Statističnega urada Republike Slovenije na dan 1. januarja 2010  uporabljalo 55 oseb in je med vsemi priimki po pogostosti uporabe uvrščen na 7.019. mesto.

## Znani nosilci priimka
- Daša Grabec (*1969), fizičarka
- Igor Grabec (*1939), fizik, prof. FS UL in akademik